# Amt Trebbin
Das Amt Trebbin war ein kurfürstlich-brandenburgisches Amt, das sich aus der Vogtei Trebbin im Laufe des 15. Jahrhunderts herausbildete und bis 1822 existierte. In diesem Jahr wurde es aufgelöst und seine Rechte und Renten auf das kurfürstlich-brandenburgische Amt Zossen übertragen. Es lag komplett auf dem heutigen Stadtgebiet von Trebbin (Landkreis Teltow-Fläming, Brandenburg). Die Vogtei war eng mit der Burg von Trebbin, später auch Schloss genannt, verknüpft. Meist waren die Besitzer des Schlosses auch die Inhaber der Vogtei. Es war ein kleines Amt, zu dem ursprünglich nur drei Dörfer und die Stadt Trebbin gehörte. Mit dem Erwerb eines Teils von Thyrow im 15. Jahrhundert gelang nur eine kleine Erweiterung des Amtsgebietes. Der Name dieses mittelalterlichen-neuzeitlichen Amtes wurde 1992 wieder aufgegriffen, als sich im Zuge der Ämterverwaltung in Brandenburg zwölf Gemeinden in der näheren Umgebung von Trebbin und die Stadt Trebbin selber zum Amt Trebbin zusammenschlossen.

## Geographische Lage
Das Amtsgebiet bzw. die frühere Vogtei lag um die heutige Stadt Trebbin herum, wobei Trebbin an der nordwestlichen Grenze lag, die drei (ursprünglichen) Amtsdörfer lagen südlich der Stadt. Mit dem Teilerwerb von Thyrow gelang noch eine Erweiterung im Norden nördlich des Nuthegrabens. Heute gehört das Amtsgebiet vollständig zur Stadt Trebbin (und damit zum Landkreis Teltow-Fläming), macht aber nur einen kleineren Teil der Gesamtfläche der Stadt aus. Nach der Schmettauschen Karte von 1767/87 lag das „alte Amt“ (Amtsgebäude) am südlichen Rand des alten Stadtkern, das (neue) „Amt“ dagegen nordöstlich der Stadt. Das „alte Amt“ war die Burg von Trebbin, die jedoch im 18. Jahrhundert verfiel.

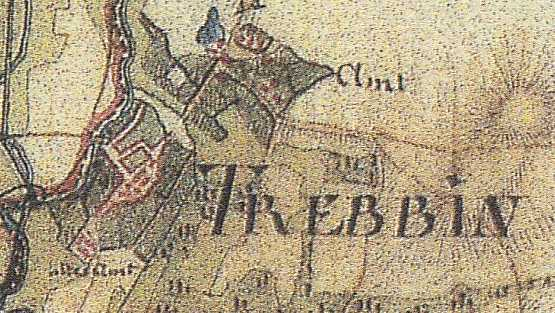
Karte der Stadt Trebbin, Ausschnitt aus der Schmettau’schen Karte aus den Jahren 1767 bis 1787. Am unteren Stadtrand Bezeichnung altes Amt (= Burg)

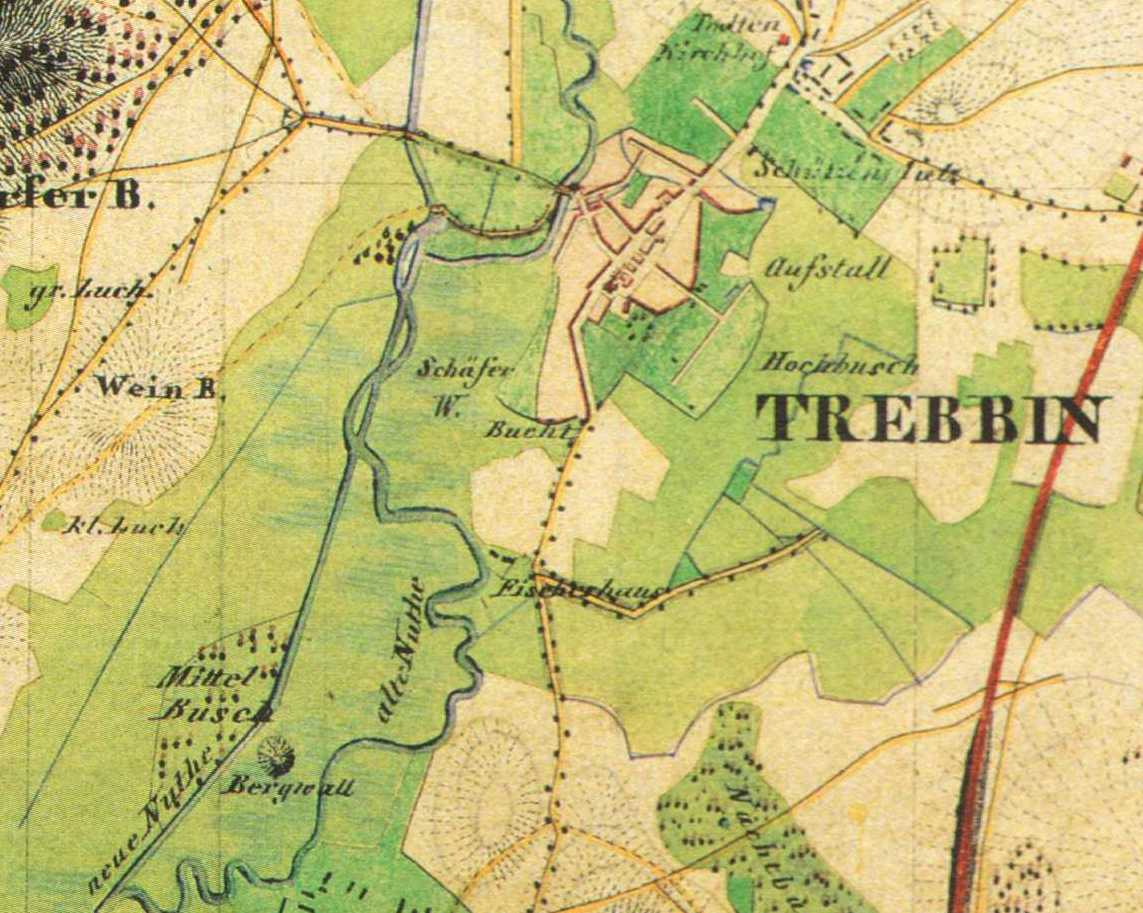
Stadt Trebbin auf Urmesstischblatt (Blatt Trebbin 3745) von 1840

## Geschichte
Das Amt bzw. die Vogtei Trebbin geht auf eine landesherrliche Burg (im 15. Jahrhundert dann Schloss genannt, 1767: „altes Amt“) in Trebbin zurück, die der Markgraf von einem Vogt, später auch Hauptmann oder Amtmann verwalten ließ, oder auch recht häufig verpfändete. Das Gebiet der Vogtei Trebbin war mit drei Dörfern und der Stadt Trebbin relativ klein. Dies führte zur Ansicht, dass die Vogtei bzw. das Amt Trebbin nur ein Teil des ursprünglichen Burgwartbezirks der Burg Trebbin war. Zur Versorgung der Burg und zur Entlohnung des Vogts, der auch eine Anzahl Bewaffneter zu unterhalten hatte, wurden der Vogtei bereits von Anbeginn gewisse Einkünfte zugewiesen. Der Vogt und seine Bewaffneten hatten für die Sicherheit auf den Landstraßen im Bereich der Vogtei zu sorgen, das Gericht der Vogtei zu verwalten und die im Bereich der Vogtei anfallenden Einkünfte des Markgrafen einzutreiben.

### Zugehörige Dörfer und Einkünfte
Zu den Einkünften des Amtes Trebbin gehörten der Zoll und das Geleit, die auf 12 Groschen taxiert wurden, die Abgaben der Mühle in der Stadt Trebbin in Höhe von 8 Wispel Korn und zwei Krüge Honig oder umgerechnet 1½ Schock Groschen. Weiter kam hinzu 24 Hühner und zwei Pfund Pfeffer von einigen Ländereien.
- Stadt Trebbin. Nach dem Landbuch von 1375 mussten die Trebbiner 11 Talente Vinkenaugen („vincones“) oder zwei Schock und 12 Groschen („grossos“) Urbede an den Markgrafen bezahlen. Der Grundzins („censum arearum“), auch Rutenzins genannt, betrug von jeder laufenden Rute der an der Straße gelegenen Hofstätten, ein Vinkenauge oder insgesamt 12 Groschen. Die Pacht von acht Bürgerhufen betrug pro Hufe sechs Scheffel Roggen und sechs Scheffel Hafer, insgesamt zwei Wispel Roggen und zwei Wispel Hafer. Der Markgraf hatte das Obergericht, das 1 Schock Groschen wert war. 1551 kaufte der brandenburgische Kurfürst Joachim II. ein Vierhufengut in der Stadt von der Familie v. Flanß für das Amt. Das Erbregister von 1652 rechnet die Stadt zum Amt, schränkt jedoch später ein, dass die Gerichte in der Stadt dem Rat der Stadt gehören. Außerhalb der Stadtmauern gehörten die Gerichte zum Amt. Dieser Punkt war jedoch strittig und nach dem Erbregister von 1704 übte der Rat der Stadt innerhalb der Stadtmauern lediglich die niedere Gerichtsbarkeit aus, das hohe Gericht stand dem Amt zu.
- Christinendorf. Christinendorf gehörte nicht zur Vogtei bzw. zum Amt Trebbin, sondern zur Herrschaft Zossen bzw. später zum Amt Zossen. An die Burg Trebbin mussten lediglich vier Christinendorfer Bürger Honigabgaben leisten, sehr wahrscheinlich für die Nutzung der Trebbiner Heide zur Honiggewinnung, insgesamt zwei Krüge.
- Kliestow. Für 1375 werden neun Hufen angegeben, von denen jede 12 slawische Scheffel Roggen und 12 slawische Scheffel Hafer zur Burg geben mussten. Das Dorf insgesamt musste als Bede ein Schock und 40 breite Groschen bezahlen. Jedes Haus musste ein Huhn abliefern, ausgenommen waren der Schulze und ein Lehnmann. Außerdem gingen zur Burg der Fleischzehnt vom jungen Vieh.
- Klein Schulzendorf. 1375 gab es in Klein Schulzendorf 12 Hufen, von denen jede 12 Scheffel Roggen und 12 Scheffel Hafer geben musste, an Bede waren 2 Schock und 40 Groschen zu bezahlen. Jedes Haus bezahlte drei Schillinge Vinkenaugen, ein Huhn und ein halbes Schock Groschen. Der Schultheiß bezahlte 40 breite Groschen (Lehnpferdabgabe), der Lehnmann 20 Groschen (Lehnpferdabgabe) und beide je einen halben Krug Honig.
- Neuendorf (seit 1938 Wiesenhagen). 1375 betrugen die Abgaben von 10 Hufen je fünf Scheffel Roggen und fünf Scheffel Hafer, an Bede ein Schock breite Groschen und von jedem Haus ein Huhn, ausgenommen waren auch hier der Schulze und ein Lehnmann. Der Schulze mussten dafür ein halbes Schock breite Groschen (Lehnpferdabgabe), der Lehnmann 13½ Groschen (Lehnpferdabgabe) bezahlen.
- Thyrow. 1416 verfügte der brandenburgische Kurfürst Friedrich I., dass das Dorf Thyrow mit seinem Zubehör zum Schloss Trebbin gehören solle.

### Politische Geschichte
Vermutlich stellte die Vogtei Trebbin nur ein kleiner Teil des ursprünglichen Burgwards dar, denn eine ganze Reihe weiterer Dörfer mussten Abgaben an den Trebbiner Pfarrer leisten. Bei anderen ist ein späterer Verkauf dokumentiert.
- Ahrensdorf
- Berkenbrück. Heinrich von Trebbin zu Blankensee verkaufte 1307 das Dorf an das Kloster Zinna.[1]
- Dobbrikow. 1307 an das Kloster Zinna verkauft.
- Glau
- Hennickendorf. 1307 an das Kloster Zinna verkauft.
- Löwenbruch
- Löwendorf
- Märtensmühle. 1307 an das Kloster Zinna verkauft.
- Melne (wüst)
- Mietgendorf
- Nettgendorf. 1307 an das Kloster Zinna verkauft.
- Schönhagen
- Stangenhagen. 1233 verkaufte Arnold v. Trebbin 25 Hufen in Stangenhagen an das Kloster Lehnin.

## Vögte und Amtmänner
Die Burg und Vogtei Trebbin war häufig verpfändet oder verliehen und nicht mehr im direkten Besitz des Markgrafen. Häufig hatten Adlige ihm Geld vorgestreckt, dafür erhielten sie die Vogtei Trebbin und seine Einkünfte für einige Jahre pfandweise oder auf Lebenszeit. Im 17. Jahrhundert wurde sie dann fast ausschließlich von Amtleuten, also Verwaltungsfachleuten geführt. Die Besitzer der Burg und die Vögte der Vogtei Trebbin bzw. später die Hauptmänner oder Amtmänner sind nur sehr lückenhaft bekannt.
- noch im 13. Jahrhundert. Werner v. Arneburg
- Sloteko v. Görne
- Werner v. Arneburg, in dessen Besitz vor 1320 die Burg abgebrannt war
- vor 1323 wieder aufgebaut, bis 1339: (Nikolaus) Valke von der Lisenitz, dieser hatte auch die Vogteien Brietzen, Beelitz, Thyrow, Saarmund und Neuhaus (?).
- Wichard v. Rochow auf Golzow
- danach Markgraf, nachdem die Burg von einem Musolf erobert und dem Markgrafen zurückgegeben worden war
- Hermann v. Redern
- Otto v. Redern
- 1357: Familie Großen
- 1375: Markgraf
- 1377: Nickel v. Rechenberg, Vogt
- vor 1412 v. Torgow, verpfändet an v. Maltitz
- 1413 v. Torgau erobert das Schloss Trebbin und übergibt es dem Markgrafen
- 1413 Paul v. Murring, Hauptmann
- 1433 Heine (von) Pfuhl, Hauptmann
- 1436 Peter v. Bredow, pfandweise, er hatte dem Kurfürsten 1000 Gulden geliehen. Er hatte auch die Vogteien Beelitz und Treuenbrietzen
- 1442/44: Albrecht Kracht, Vogt
- 1450 nach dem Schossregister von 1450 gehörten zur Vogtei Trebbin auch 17 Dörfer in der Zauche, die Dörfer der Vogteien Treuenbrietzen und Beelitz (vermutlich nur gemeinsame Verwaltung)
- 1452 Katharina v. Sachsen, Frau des Kurfürsten, als Leibgeding
- 1463 bis nach 1482 Balthasar v. Schlieben, Vogt
- 1505 Georg v. Quast, Amtmann
- 1511 Eitelwein v. Stein
- 1515 Dietrich (von) Flanß
- 1523 Heine Dobritz
- 1535 Dietrich (von) Flanß
- 1574 Hans v. Buck
- 1599 Wedigo Gans zu Putlitz, Hauptmann der Ämter Zossen und Trebbin[2]
- 1633 bis 1638 Lewin v. dem Knesebeck († 1638)
- bis 1683 Friedrich Rudolph Ludwig von Canitz[3]
- 1775–1798 Carl Wilhelm de Neve,[4] Amtmann, 1798: Oberamtmann[5]
- 1799 Reyer (verschrieben für Reyne?), Oberamtmann[6]
- 1800–1818 Reyne, Oberamtmann[7][8]
- 1821 Schneider, Beamter[9]
- 1824 Bertram, Rentbeamter[10]

## Auflösung des Amtes
1822 wurde das Amt Trebbin aufgelöst und zum Amt Zossen geschlagen. Dieses wurde wiederum 1872 aufgelöst. Die Amtsgebäude und verschiedene andere Liegenschaften, die zum Amt Trebbin gehört hatten, wurden 1826 verkauft.